# 도미야마 다에코
도미야마 다에코(富山妙子, 1921년 11월 6일 ~ 2021년 8월 18일)는 일본의 화가였다.

## 생애
일본 효고현 고베시에서 태어났다. 1930년대에 아버지를 따라 만주로 이주하여 다롄, 하얼빈에서 소녀 시절을 보냈다. 이 시기에 일본 제국의 만주 침략을 바라보면서 제국주의, 전체주의, 군국주의의 폐해를 몸소 겪고 깨달았으며 이는 도미야마가 평화주의자, 반전주의자가 되는 계기가 되었다. 1938년 하얼빈여학교를 졸업하고 여자미술전문학교(현 여자미술대학)에 진학하였지만 중퇴하였다. 
1950년대 들어서 탄광 노동자를 그린 작품을 발표하며 비로소 작품 활동을 시작하였다. 1960년대에 브라질, 칠레, 멕시코, 쿠바, 인도, 서아시아, 중앙아시아를 취재하며 화가로서 지닌 정체성을 생각하였다. 1970년대에는 한국의 시인 김지하의 시를 테마로 그림과 시, 음악으로 구성한 슬라이드 작품을 제작하기 위해서 '불씨(火種)공방'을 설립하였다. 
1971년 방한하여 서승·서준식 형제 간첩 조작 사건의 당사자인 재일교포 서승과 김지하 시인을 만나 한국의 민주화 운동에 관심을 가지기 시작하였다. 1974년 김지하 시인을 주제로 삼아 만든 《묶인 손의 기도》와 1980년 5·18 광주 민주화 운동을 전해 듣고 한 달 동안 작업하여 만든 《쓰러진 사람들을 위한 기도 1980년 5월 광주》 등 한국의 군사독재를 비판하고 민주화를 지지하는 작품을 다수 발표하였다. 이로 인하여 한국 정부에서 1978년부터 1993년까지 15년 동안 입국 금지를 당하기도 하였다. 또한 한국의 민주화뿐만 아니라 일본의 전쟁 범죄를 주제로 삼은 《바다의 기억》 시리즈 등 일본 제국주의를 비판하는 작품 또한 다수 발표하였으며, 일본의 전쟁책임과 아시아를 주제로 그림과 문필 활동을 하였다.
2021년 8월 18일 자택에서 노환으로 별세하였다.